# Marco Arop
Marco Arop (n. 20 septembrie 1998, Khartoum, Sudan) este un atlet canadian, medaliat olimpic. A participat la două ediții ale Jocurilor Olimpice (2020, 2024) în care a câștigat o medalie de argint în proba de 800 de metri. În 2023 a devenit campion mondial.

## Palmares
| An   | Competiție                       | Locație               | Loc | Eveniment | Note    |
| ---- | -------------------------------- | --------------------- | --- | --------- | ------- |
| 2017 | Jocurile Panamericane de Juniori | Trujillo, Peru        | 2   | 800 m     | 1:47,08 |
| 2017 | Jocurile Panamericane de Juniori | Trujillo, Peru        | 4   | 4x400 m   | 3:13,00 |
| 2019 | Jocurile Panamericane            | Lima, Peru            | 1   | 800 m     | 1:44,25 |
| 2019 | Campionatul Mondial              | Doha, Qatar           | 7   | 800 m     | 1:45,78 |
| 2021 | Jocurile Olimpice                | Tokio, Japonia        | 14  | 800 m     | 1:44,90 |
| 2022 | Campionatul Mondial în sală      | Belgrad Serbia        | 8   | 800 m     | 1:47,58 |
| 2022 | Campionatul Mondial              | Eugene, Statele Unite | 3   | 800 m     | 1:44,28 |
| 2023 | Campionatul Mondial              | Budapesta, Ungaria    | 1   | 800 m     | 1:44,24 |
| 2024 | Ștafetele Mondiale               | Nassau, Bahamas       | 5   | 4×400 m   | 3:03,29 |
| 2024 | Jocurile Olimpice                | Paris, Franța         | 2   | 800 m     | 1:41,20 |

## Legături externe
- Materiale media legate de Marco Arop la Wikimedia Commons
- en Marco Arop la World Athletics
- en Marco Arop la Olympedia.org